# Lost Cause (canción de Billie Eilish)
«Lost Cause» —en español: «Causa perdida»— es una canción de la cantante estadounidense Billie Eilish. Se lanzó el 2 de junio de 2021, a través de Interscope Records como el cuarto sencillo de su próximo segundo álbum de estudio Happier Than Ever. La canción fue escrita por Eilish y su hermano Finneas O'Connell, y debutó en la lista Billboard Hot 100 en el número 27.

## Antecedentes
El 28 de mayo de 2021, la cantante estadounidense Billie Eilish compartió un video silencioso de cinco segundos de ella misma mirando fuera de cámara en Instagram. Ella escribió en el pie de foto: «Nueva canción la próxima semana». El hermano de Eilish, Finneas O'Connell también confirmó el lanzamiento, publicando en su cuenta de Twitter, «Nueva canción de Billie muy pronto». El 31 de mayo de 2021, Eilish usó Instagram para compartir diferentes fotos de ella con la leyenda: «Nada más que una causa perdida». El 1 de junio de 2021, la cantante anunció en sus cuentas de redes sociales que «Lost Cause» se lanzaría el 2 de junio de 2021 y que sería el cuarto sencillo de su próximo álbum de estudio de segundo año Happier Than Ever (2021). Junto con el mismo anuncio, Eilish reveló que el video musical de la canción se lanzaría el mismo día.

## Música y letra
Es una canción de medio tempo trip hop que consta de instrumentación minimalista inspirada en el jazz. Según Madison Vain de Esquire, la canción está llena de «guitarra acústica empapada de reverberación» y señaló que parte de la letra son una «llamada directa» a su tema Bad Guy». Ethan Shanfeld de Variety dijo que Eilish «canta sobre una línea de bajo furtiva y un ritmo de batería relajado».
Wren Graves para Consequence dijo que Eilish muestra su «voz ahumada sobre una pista contenida que ofrece poco más que un bajo». Heran Mamo de Billboard declaró que la canción le permite al «antiguo interés amoroso» de Eilish que ella ve a través de él y se da cuenta de que él no es más que una causa perdida», mientras Zoe Haylock de Vulture opinó que Eilish «canta sobre dejar a un ex». Brenton Blanchet de Complex mencionó que Eilish canta sobre un «hombre desempleado que ni siquiera podía traerle flores». Claire Shaffer de Rolling Stone escribe que el artista estaba «derribando a alguien por su apatía».

## Recepción crítica
P. Claire Dodson de Teen Vogue comparó la pista con el sencillo anterior de Eilish «Your Power» (2021), describiendo este último como «más vulnerable [y] aireado» mientras que el primero es un «tipo más ligero y divertido». Coco Romack para MTV describió la canción como un «himno de empoderamiento discreto» y la comparó con el sencillo «No Scrubs» del grupo de chicas estadounidense TLC de 1999 y el sencillo de 2017 de la cantante Dua Lipa «New Rules». James Rettig de Stereogum calificó la pista de «alegre y relajada». Stephanie Eckardt de W mencionó que «Lost Cause» es sólo la «última indicación de hacia dónde se dirige [Eilish] antes del lanzamiento de su tan esperado segundo álbum Happier Than Ever». Gabrielle Sanchez de The AV Club opinó que Eilish es conocida por «aferrarse a la melancolía, susurrando tristes historias de monstruos debajo de la cama», pero explicó que la canción se le ve «luciendo más feliz que nunca». Joe Smith de Gigwise declaró que el tema es un «esfuerzo maravilloso y moderado de Eilish que captura exactamente lo que la hizo tan popular en primer lugar».

## Video musical

### Antecedentes y sinopsis
Un video musical de la canción fue lanzado el mismo día que el sencillo. El video fue dirigido únicamente por Eilish y fue filmado el 22 de abril de 2021. Un día después, la cantante subió un video detrás de escena a TikTok. Muestra a Eilish y sus bailarines de respaldo teniendo que pasar de arrodillarse en el suelo a pararse y saltar mientras se aseguran de que sus ropas se mantengan en su lugar. Derrick Rossignol de Uproxx dijo que el pecho de Eilish «estaba expuesto de lo que aparentemente quería que el mundo viera, así que lo cubrió con un emoji y escribió en un texto superpuesto al video, 'se caían las tetas'».
En el video musical, Eilish invita a un grupo de mujeres a una fiesta en una mansión de Los Ángeles para hacer algunos movimientos de baile interpretativos alrededor de una cama tamaño kin. Eilish usa una camiseta beige de gran tamaño y pantalones cortos color crema a juego de Skims, mientras que sus amigos usan camisetas sin mangas y suéteres. Eilish luego se cambia a una camisola azul, pantalones cortos y una bata, mientras que sus amigas usan piezas ceñidas en azules pastel y grises.

### Recepción
Christian Allaire de Vogue declaró que «los atuendos combinados son los que realmente hacen que esta velada de pijamas sea inolvidable». Jordan Darville de The Fader y Brit Dawson de Dazed compararon la imagen con el video musical del sencillo «7/11» de la cantante estadounidense Beyoncé de 2014. El personal de DIY mencionó que el video tiene una «fiesta de pijamas con colores coordinados y una coreografía impecable». Mia Mercado de The Cut opinó que lo visual «se puede resumir mejor como una pijamada gigante».

## Créditos y personal
Créditos adaptados de Tidal.
- Billie Eilish- voz, composición, ingeniería vocal
- Finneas O'Connell- producción, composición, guitarra acústica, voces de fondo, programación de batería, ingeniería, bajo sintetizado, ingeniería vocal
- Dave Kutch- maestro de ingeniería
- Rob Kinelski- mezcla

## Posicionamiento en listas
| Listas (2021)                                 | Mejor posición |
| --------------------------------------------- | -------------- |
| Alemania (Official German Charts)             | 45             |
| Australia (ARIA)                              | 18             |
| Austria (Ö3 Austria Top 40)                   | 24             |
| Canadá (Canadian Hot 100)                     | 16             |
| Dinamarca (Tracklisten)                       | 35             |
| Estados Unidos (Billboard Hot 100)            | 27             |
| Estados Unidos (Hot Rock & Alternative Songs) | 3              |
| Francia (SNEP)                                | 99             |
| Global 200 (Billboard)                        | 15             |
| Hungría (Single Top 40)                       | 34             |
| Hungría (Stream Top 40)                       | 29             |
| Irlanda (IRMA)                                | 9              |
| Italia (FIMI)                                 | 88             |
| Lituania (AGATA)                              | 12             |
| Noruega (VG-lista)                            | 23             |
| Nueva Zelanda (RMNZ)                          | 15             |
| Países Bajos (Single Top 100)                 | 48             |
| Portugal (AFP)                                | 22             |
| Reino Unido (Official Charts Company)         | 14             |
| República Checa (Singles Digitál Top 100)     | 36             |
| Singapur (RIAS)                               | 18             |
| Suecia (Sverigetopplistan)                    | 25             |
| Suiza (Schweizer Hitparade)                   | 17             |

## Historial de lanzamiento
| País        | Fecha              | Formato                     | Discográfica          | Ref    |
| ----------- | ------------------ | --------------------------- | --------------------- | ------ |
| Varios      | 2 de junio de 2021 | Descarga digital, streaming | Darkroom e Interscope | [ 1 ]  |
| Suecia      | 4 de junio de 2021 | Contemporary hit radio      | Darkroom e Interscope | [ 52 ] |
| Reino Unido | 4 de junio de 2021 | Contemporary hit radio      | Darkroom e Interscope | [ 53 ] |
| Australia   | 6 de junio de 2021 | Contemporary hit radio      | Darkroom e Interscope | [ 54 ] |